# Sultan
 For alternative betydninger, se Sultan (flertydig). (Se også artikler, som begynder med Sultan)
Sultan (arabisk: سلطان) er det arabiske ord for konge. Ofte er der tale om en islamisk monark, der regerer i henhold til shariah. En sultan udøver i den sammenhæng moralsk og religiøs myndighed, og sultanens rolle er defineret i Koranen. Sultanen er dog ikke selv en religiøs lærer.
Det arabiske ord "malik" kan også oversættes som "konge".

## Nutidige sultaner
- Hassanal Bolkiah, sultan af Brunei
- Qaboos, sultan af Oman
- Syv af Malaysias delstater har sultaner: Johor, Kedah, Kelantan, Pahang, Perak, Selangor og Terengganu
- Indonesiens provins Yogyakarta har en sultan.